# Federación de Fútbol de Chile
La Federación de Fútbol de Chile (FFCh) es el ente rector encargado del desarrollo del fútbol en Chile. Sus orígenes se remontan a la Football Association of Chile, creada en Valparaíso durante 1894 y oficialmente fundada el 19 de junio de 1895, siendo la segunda federación nacional más antigua de América y la décima más antigua del mundo. Se asoció a la FIFA en 1913 y fue una de las cuatro asociaciones fundadoras de la Conmebol en 1916. El 24 de enero de 1926, se fundó oficialmente la Federación de Fútbol de Chile, unificando a las asociaciones de fútbol de Valparaíso y Santiago, ciudad donde se estableció la sede de la FFCh en 1929.
La Federación está asociada a la FIFA, a la Conmebol, al COI y al COCh. A la vez, es el organismo que rige al fútbol profesional (ANFP) y al fútbol amateur (ANFA) chileno. Además la federación es internacionalmente representada por la selección de fútbol de Chile (A nivel absoluto, ha participado en nueve Copas Mundiales 1930, 1950, 1962, 1966, 1974, 1982, 1998, 2010 y 2014) y la Selección femenina de fútbol de Chile (a nivel absoluto, ha participado en una Copa Mundial Femenina 2019) en todas sus categorías.
En cuanto a clubes, los logros internacionales más importantes que han conseguido cronológicamente conjuntos chilenos son: La Copa Libertadores 1991, Recopa Sudamericana 1991 y Copa Interamericana 1992, obtenidas por Colo Colo; la Copa Interamericana 1994, ganada por Universidad Católica; y la Copa Sudamericana 2011, lograda por Universidad de Chile.
En el fútbol femenino, Colo-Colo femenino se consagró campeón de la Copa Libertadores Femenina 2012.
Organismo: Comisión Técnica Nacional encargada de la planificación de los procesos de la selección de fútbol de Chile (La Roja) y la selección femenina de fútbol de Chile (La Roja femenina) en todas sus categorías.
La Federación de Fútbol de Chile es la encargada de supervisar a las siguientes asociaciones:
- Asociación Nacional de Fútbol Amateur (ANFA): Conformada por los clubes no profesionales de fútbol.
- Asociación Nacional de Fútbol Profesional (ANFP): Conformada por los clubes profesionales de fútbol. Se encarga de la organización de la Liga, la Copa Chile, la Supercopa de Chile y la Liga femenina.

Estas dos asociaciones administran el Instituto Nacional del Fútbol (INAF) creado en 1996 para la formación de árbitros, Entrenador de fútbol, Ingeniero de Ejecución en Administración de Empresas, con mención en Organizaciones Deportivas y Técnico de Nivel Superior en Operación y Mantención de Recintos Deportivos y Recreativos. Además de escuelas de fútbol y cursos de perfeccionamiento o diplomados.
En 2021, se espera el inicio del proceso de cambios de los estatutos correspondientes para la separación definitiva de la Federación de Fútbol de Chile (FFCh) y la Asociación Nacional de Fútbol Profesional (ANFP).

## Historia

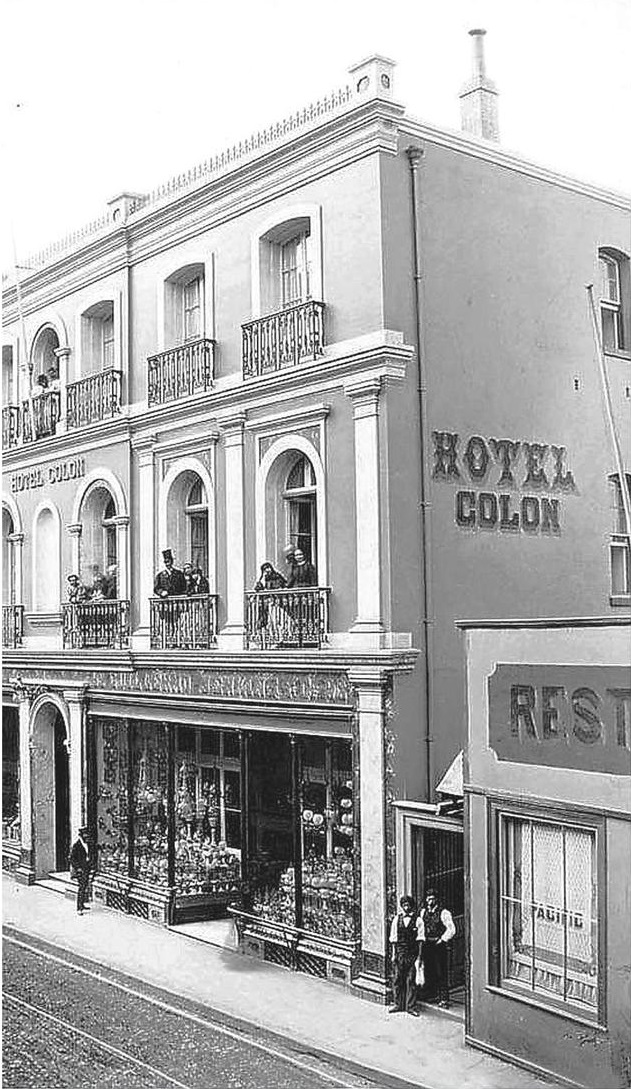
En la actual Calle Esmeralda de Valparaíso se ubicó el Café Pacific, en la esquina inferior derecha de la imagen, cuna de la federación nacional.

Tras una reunión en el café Pacífico de Valparaíso, el 19 de junio de 1895 se fundó la Football Association of Chile (FAC), la actual Asociación de Fútbol de Valparaíso, presidida por el periodista David N. Scott. Este organismo fue el pionero en cuanto a organización futbolística en Chile, pero con un alcance muy limitado, que le hizo entrar en conflicto con la Federación Sportiva Nacional, institución estatal creada en 1909 para tutelar la actividad física en el país.
La FAC creó la Asociación de Football de Chile, que logra la afiliación a la FIFA provisionalmente en 1913 y en forma plena en 1914. En 1916, tras la realización del primer Sudamericano, Chile, a través de la Sportiva, fue uno de los fundadores de la Conmebol junto a la Confederación Brasileña de Deportes (CBD), la Asociación Argentina de Football (AAF) y la Asociación Uruguaya de Football (AUF).
En 1917, se solucionaron las divergencias con la Federación Sportiva, pero el 29 de abril de 1923 se aprobó la constitución de una nueva institución: la Federación de Football de Chile. Este acuerdo se tomó en el salón de honor de la Casa de los Deportistas y fue auspiciado por el Congreso de Football, que se reunió en aquel local para discutir ciertas medidas tomadas por la Asociación de Football de Chile. Asistieron a ese congreso los representantes de las Ligas de: Antofagasta, Chuquicamata, Taltal, Ovalle, Coquimbo, La Serena, Empleados Públicos de Valparaíso, Viña del Mar, Asociación San Miguel, Liga Infantil Santiago, José Arrieta, Nacional, Obrera, Asociación Santiago, Liga O'Higgins, Talca, Curicó, Linares, Chillán, Coronel, Curauilahue, Mariluán, Los Ángeles, Traiguén, Nueva Imperial, Valdivia, Punta Arenas y la Liga López Maqueira de Calera, que se adhirió a los acuerdos que se tomasen. Con asiento en Santiago, la Federación de Football de Chile asume en octubre de 1923 la representación continental del fútbol nacional. No obstante, debido a la existencia de dos entidades con igual función (reunir asociaciones y ligas de Chile), la FIFA desafilió a este país en 1925.
Esto obligó a rápidas soluciones y ya el 24 de enero de 1926, la Federación de Football de Chile se fusionó con la Asociación de Football de Chile, creando así una sola entidad que pasó a controlar el destino del fútbol de Chile. Para la unificación se mantuvo el nombre de Federación de Football de Chile y la sede en Valparaíso, acción que fue reconocida en abril por Conmebol y en julio, de forma provisoria, por la FIFA. Su sede se trasladó desde Valparaíso a Santiago el 28 de abril de 1929.
La Federación de Football de Chile inscribió el año 1954 su candidatura para ser el anfitrión de la Copa Mundial de 1962. El 10 de junio de 1956, en el marco del Congreso Ejecutivo de la FIFA en Lisboa, Portugal, se definió la sede de la Copa Mundial de 1962, donde Chile fue elegido con 32 votos a favor, mientras la Argentina recibió 10 votos y 14 miembros votaron en blanco.
En julio de 1984, en virtud del Decreto N.º 499, se aprobaron reformas a los estatutos de la Federación de Football de Chile, que pasó a denominarse Federación de Fútbol de Chile.

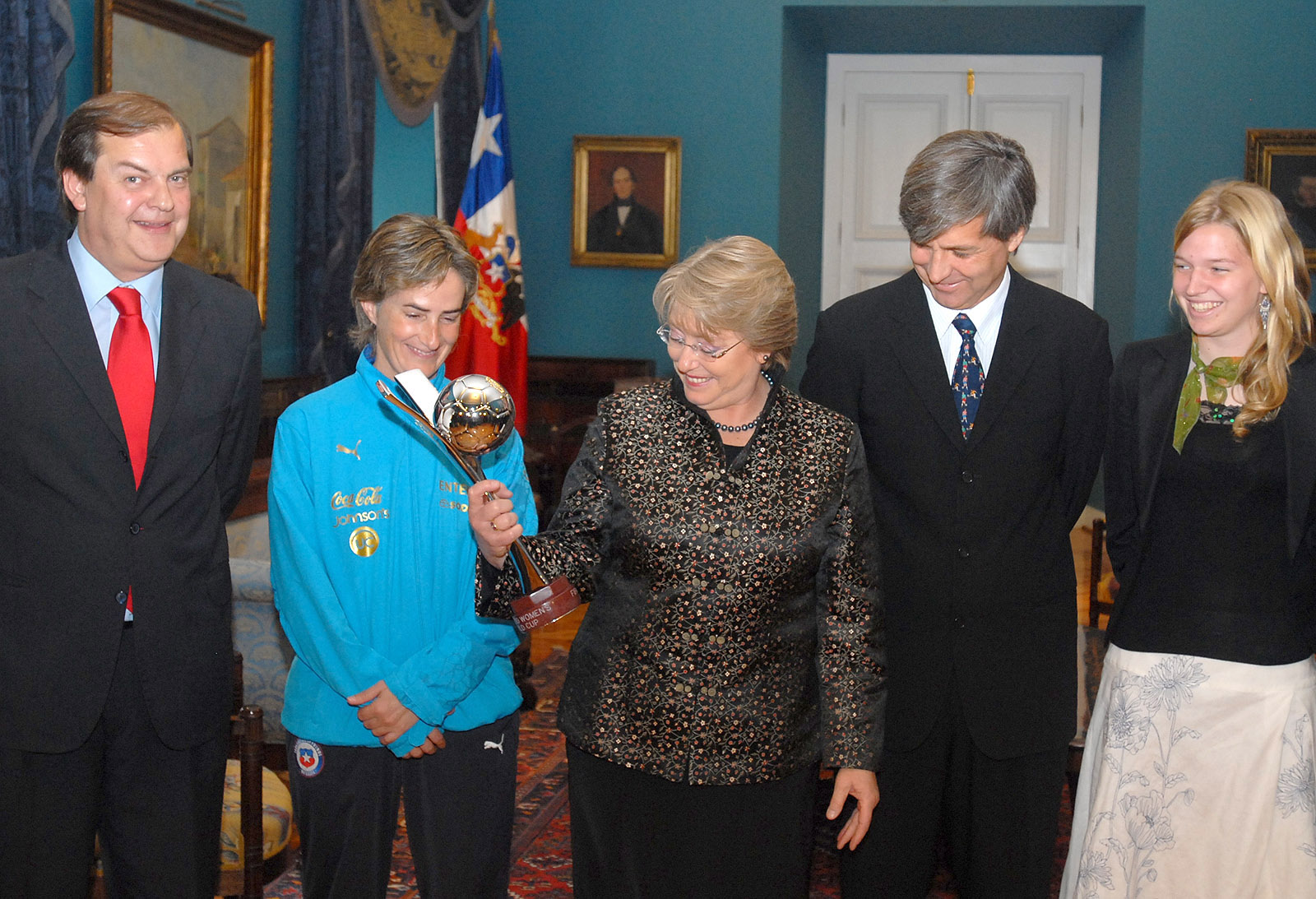
Harold Mayne-Nicholls (cuarto de izquierda a derecha), presidente de la federación entre 2007 y 2011, y el trofeo de la Copa Mundial Femenina Sub-20 en 2008.

El 15 de agosto de 2006, la Federación de Fútbol de Chile presentó su postulación ante el Comité Ejecutivo de la FIFA, para ser el anfitrión de la Copa Mundial Femenina de Fútbol Sub-20 de 2008, versión correspondiente a la cuarta edición del torneo. El comité resolvió el 15 de septiembre de 2006 otorgar la organización a la federación chilena, el cual fue el primer evento femenino en organizarse en América del Sur.
El 3 de noviembre de 2006, tras la impugnación de la lista del candidato Gerardo Mella por un cambio antirreglamentario en su equipo de trabajo, se realizó la votación para definir al presidente de la Asociación Nacional de Fútbol Profesional y de la Federación de Fútbol de Chile. Con 47 votos (18 votos de Primera División —cuyo valor es doble— y 11 de Segunda División) y 1 abstención, Harold Mayne-Nicholls fue elegido presidente.
Durante su mandato, se inauguraron variados estadios como lo son los "Bicentenario" (Nelson Oyarzún de Chillán, Municipal de La Florida, Francisco Sánchez Rumoroso de Coquimbo y German Becker de Temuco), además de la remodelación del Estadio Nacional; la llegada del entrenador Marcelo Bielsa a la selección de fútbol adulta; entre otros.
El 4 de noviembre de 2010 se realizó la votación para el siguiente periodo 2011-2014, donde se presentaba Mayne-Nicholls para la reelección. Sin embargo, un grupo de equipos presentó la candidatura de Jorge Segovia, presidente de Unión Española. La elección fue previamente marcada por el interés público de esta votación, siendo Twitter, Facebook y la televisión portal de múltiples manifestaciones de apoyo al vigente presidente; siendo la segunda vez que la gente se manifiesta por un suceso en la ANFP cuya primera vez fue para pedir la salida de Reinaldo Sánchez. Sin embargo, la pugna se hizo más densa con la manifestación del técnico Bielsa de irrestricto apoyo a Harold, a tal punto de renunciar si salía Segovia. Finalmente por 28 votos contra 22 ganó la lista opositora, quedando Jorge Segovia como presidente de la Asociación. Formuló el caso Byron Castillo en 2022, el cual fue desestimado por FIFA.

## Presidentes

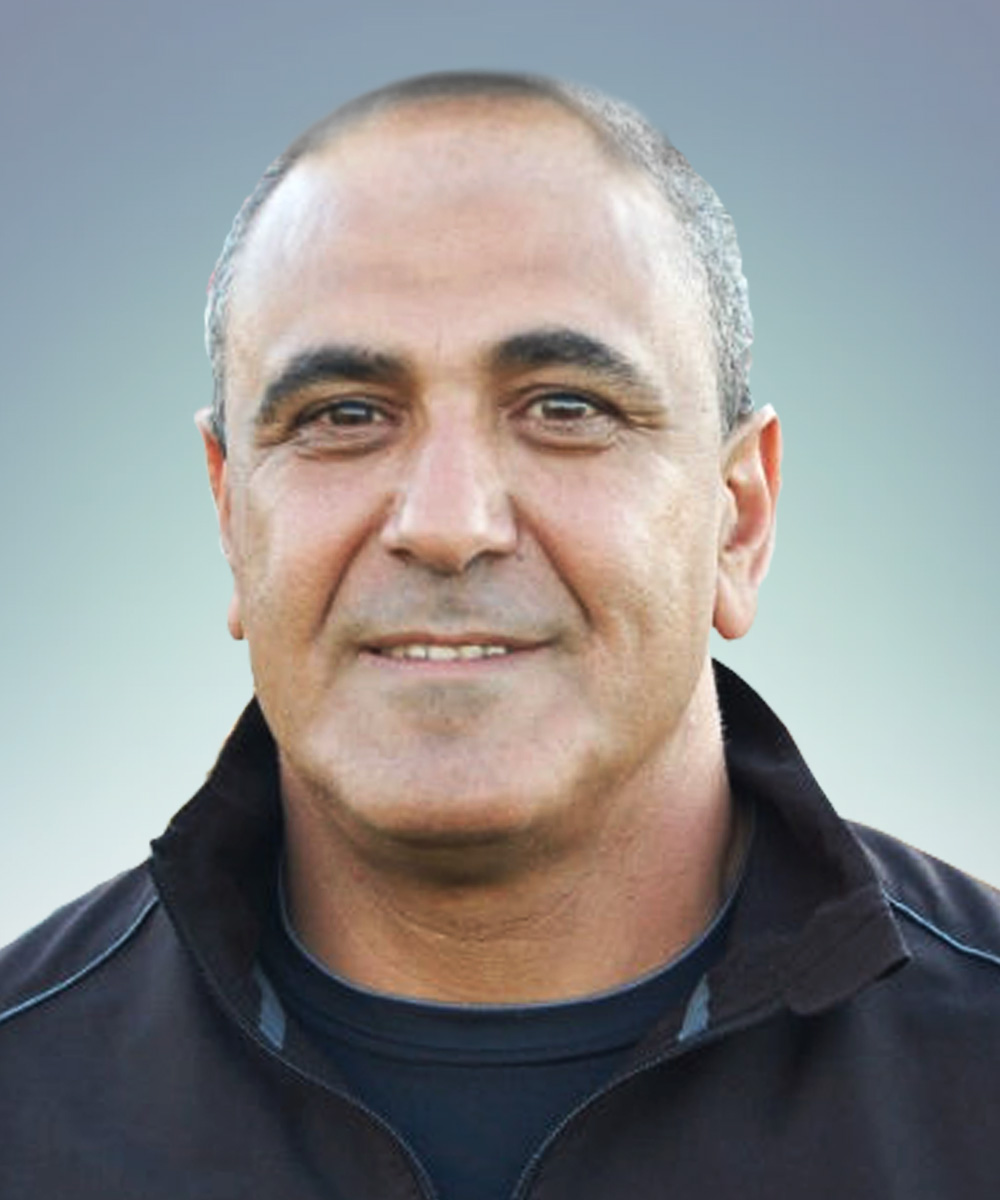
Pablo Milad, presidente de la FFCh y la ANFP desde 2020.

Lista cronológica:
| Primera organización del Fútbol: FAC - 1895-1896: David N. Scott - 1897-1908: Alfredo L.S. Jackson - 1909-1910: Horacio Cooper - 1911-1911: William Bailey - 1911-1911: Alfredo L.S. Jackson Primera entidad "federativa": AFCh, Valparaíso - 1912-1912: Horacio Cooper White - 1912-1913: Andrés Gemmell - 1914-1917: Juan Esteban Ortúzar - 1918-1918: Roberto Balbontín* - 1919-1919: Miguel Ángel Salvo - 1920-1920: Arturo Latorre Moreno - 1921-1921: Juan Esteban Ortúzar - 1922-1922: Arturo Canelli Segunda entidad "federativa": FFCh, Santiago - 1923-1924: Rafael Torreblanca - 1925-1926: Carlos Cariola | FFCh única (Federación de Football de Chile) - 1926: Carlos Cariola - 1926: Serafín Guerra - 1927-1928: Juan Enrique Lyon - 1929-1930: Abraham Ortega - 1931-1934: Guillermo Sommerville - 1934-1934: Abraham Ortega - 1935-1936: Carlos Aguirre - 1937-1951: Luis Valenzuela Hermosilla - 1952-1952: José Carril Echavarri - 1953-1954: Ernesto Allendes Moreno - 1954-1956: Carlos Dittborn Pinto - 1956-1958: Humberto Terán Ascuí - 1958-1960: Luis Mesa Araya - 1960-1962: Héctor Bravo Alviña - 1962-1964: Juan Goñi Swiderski - 1964-1966: Albero Núñez Espinoza - 1966-1968: Juan Goñi Swiderski - 1968-1970: Albero Núñez Espinoza - 1970-1970: Juan Goñi Swiderski - 1970-1972: Antonio Labán Numán - 1972-1974: Humberto Terán Ascuí - 1974-1975: Carlos Chubretovic Álvarez - 1975-1978: Eduardo Gordon Cañas - 1979-1979: Juan Goñi Swiderski - 1980-1981: Alfonso Orueta Ansoleaga - 1981-1983: Antonio Sabaj Pérez - 1983-1984: Rolando Molina Reyes | FFCh actual (Federación de Fútbol de Chile) - 1984-1985: Antonio Martínez Ruiz - 1985-1989: Miguel Nasur - 1989-1989: Sergio Stoppel García - 1989-1989: Guillermo Weinstein Iglesias - 1990-1992: Abel Alonso Sopelana - 1993-1998: Ricardo Abumohor - 1999-2001: Mario Mosquera - 2001-2001: Miguel Bauzá - 2001-2006: Reinaldo Sánchez - 2006-2007: José Abdalah - 2007-2011: Harold Mayne-Nicholls - 2011-2015: Sergio Jadue - 2015-2016: Jaime Baeza Zet (interino) - 2016-2019: Arturo Salah - 2019-2020: Sebastián Moreno - 2020-2022: Pablo Milad Abusleme |

## Palmarés

### Selecciones masculinas

#### Absoluta
| Competición                       | Campeón         | Subcampeón                  | Tercer puesto                     |
| --------------------------------- | --------------- | --------------------------- | --------------------------------- |
| Copa Mundial de Fútbol            |                 |                             | 1 (1962)                          |
| Copa América                      | 2 (2015 y 2016) | 4 (1955, 1956, 1979 y 1987) | 5 (1926, 1941, 1945, 1967 y 1991) |
| Copa FIFA Confederaciones         |                 | 1 (2017)                    |                                   |
| Campeonato Panamericano de Fútbol |                 | 1 (1952)                    |                                   |

#### Olímpica
| Competición                            | Campeón | Subcampeón      | Tercer puesto |
| -------------------------------------- | ------- | --------------- | ------------- |
| Torneo Olímpico de Fútbol              |         |                 | 1 (2000)      |
| Torneo Preolímpico Sudamericano Sub-23 |         | 2 (1984 y 2000) |               |

#### Panamericana
| Competición          | Campeón | Subcampeón      | Tercer puesto   |
| -------------------- | ------- | --------------- | --------------- |
| Juegos Panamericanos |         | 2 (1987 y 2023) | 2 (1951 y 1963) |

#### Sub-20
| Competición                    | Campeón  | Subcampeón | Tercer puesto |
| ------------------------------ | -------- | ---------- | ------------- |
| Copa Mundial de Fútbol Sub-20  |          |            | 1 (2007)      |
| Campeonato Sudamericano Sub-20 |          | 1 (1975)   | 1 (1995)      |
| Juegos Sudamericanos           | 1 (2018) |            |               |

#### Sub-17
| Competición                    | Campeón | Subcampeón            | Tercer puesto |
| ------------------------------ | ------- | --------------------- | ------------- |
| Copa Mundial de Fútbol Sub-17  |         |                       | 1 (1993)      |
| Campeonato Sudamericano Sub-17 |         | 3 (1993, 2017 y 2019) | 1 (1997)      |

### Selecciones femeninas

#### Absoluta
| Competición                              | Campeón  | Subcampeón      | Tercer puesto   |
| ---------------------------------------- | -------- | --------------- | --------------- |
| Copa América Femenina                    |          | 2 (1991 y 2018) | 2 (1995 y 2010) |
| Juegos Sudamericanos                     |          | 1 (2014)        |                 |
| Juegos Olímpicos de la Juventud (Sub-15) | 1 (2010) |                 |                 |

## Organización de torneos internacionales
- Copa Mundial de Fútbol de 1962
- Copa Mundial de Fútbol Sub-20 de 1987
- Copa Mundial de Fútbol Sub-17 de 2015
- Copa América de 1920, 1926, 1941, 1945, 1955, 1991 y 2015
- Campeonato Sudamericano de Fútbol Sub-20 de 1958, 1974, 1997 y 2019
- Campeonato Sudamericano de Fútbol Sub-17 de 2009 y 2017
- Copa Mundial Femenina de Fútbol Sub-20 de 2008
- Copa América Femenina de 2018
- Campeonato Sudamericano Femenino Sub-20 de 2006
- Campeonato Sudamericano Femenino Sub-17 de 2008